# Bendix Corporation
Bendix Corporation stellte Automobilbremssysteme, Vakuumröhren, Flugzeugbremsen, Hydraulik für die Luftfahrt und elektrische Energiesysteme, Avionik, Kraftstoffkontrollsysteme für Flugzeuge und Autos, Radios, Fernseher und Computer her. Das Unternehmen war auch unter dem Namen „Bendix“ bekannt, der für Haushaltswaschmaschinen verwendet wurde. Bendix stellte diese Geräte jedoch nie selbst her.

## Geschichte

Klassisches Bendix-Logo wurde in den 1950er eingeführt

### Frühe Geschichte
Gründer des Unternehmens und Erfinder Vincent Bendix startete sein Unternehmen zunächst in einem Hotelzimmer in Chicago 1914 mit einer Vereinbarung mit dem angeschlagenen Hersteller von Fahrradbremsen, Eclipse Machine Company aus Elmira, New York. Bendix erteilte die Erlaubnis für die Verwendung seiner Erfindung, die als „ein New Yorker Gerät zum Starten von Explosionsmotor“ beschrieben wurde. Dieses Unternehmen stellte eine kostengünstige Dreifachgewindeschraube her, die bei der Herstellung anderer Antriebsteile verwendet werden konnte. Durch den Einsatz dieser Schraube bei der Eclipse Machine Company hatte Bendix eine gute Grundlage für seine zukünftigen Geschäftspläne.

### Automotive
General Motors erwarb 1924 eine 24-prozentige Beteiligung an Bendix, um einen direkten und kontinuierlichen Kontakt mit den Entwicklungen in der Luftfahrt aufrechtzuerhalten, da die technische Basis von Automobilen und Flugzeugen damals recht ähnlich waren. In den 1920er Jahren besaß und kontrollierte Bendix viele wichtige Patente rund um Geräte für die Automobilindustrie. Zum Beispiel Bremsen, Vergaser und Starter für Motoren. Bendix übernahm Bragg-Kliesrath Brakes in den späten 1920er Jahren. 1942 wurde Ernest R. Breech Präsident von Bendix, der von General Motors kam. Nachdem er für Bendix brillante Leistungen erbracht hatte, indem er GM-Managementphilosophien einführte, erregte er die Aufmerksamkeit von Henry Ford II, der Breech überredete, zur Ford Motor Company zu wechseln. Im Jahr 1948 verkaufte General Motors seine Beteiligung an Bendix, da GM sich auf sein expandierendes Automobilgeschäft konzentrieren wollte. Bendix wurde 1924 offiziell in South Bend, Indiana gegründet. Zunächst stellte das Unternehmen Bremssysteme für Pkw und Lkw her und belieferte General Motors und andere Automobilhersteller. Bendix produzierte hydraulische Bremssysteme und den  Unterdruck-Bremskraftverstärker TreadleVac für Jahrzehnte. 1924 erwarb Vincent Bendix die Rechte für Henri Perrots Patente für das Design von Trommelbremsen.
1956 präsentierte Bendix den Bendix Electrojector, eine Saugrohreinspritzung, welche wahlweise bei mehreren Modellen des Baujahres 1958 von Chrysler verwendet wurde.

Logo (etwa) 1968

In den 1960er Jahren waren die Automobilbremsen von Bendix mit der Einführung von Festsattel-Scheibenbremsen und dem „Duo-Servo“-System so erfolgreich, dass das System praktisch zum Weltstandard für Trommelbremsen wurde. In den 1960er Jahren beschäftigte sich Bendix auch mit Fahrradzubehör und produzierte eine zuverlässige, völlig eigenständige 2-Gang-„Kick-Back“-Planeten-Hinterachse mit Rücktrittbremse. Ebenso zuverlässig waren die Single-Speed-Rücktrittbremsnaben „Red Band“ und „Red Band II“ von Bendix, gefolgt von der Nabe Bendix „70“ und Bendix „80“. Letztere galt seinerzeit als eine der besten Naben auf dem Markt.
Als Allied Signal Bendix in den 1980er Jahren übernahm, veräußerte das Unternehmen schnell die Brems- und Lenkungsabteilung an TRW, um sich auf Luft- und Raumfahrtanwendungen und Triebwagen zu konzentrieren. (TRW hatte bereits Jahre zuvor die Kontrolle über die Lucas Girling Brake Division übernommen.) Die Bendix Electronic Control Unit Division wurde an VDO Automotive (AG) veräußert.

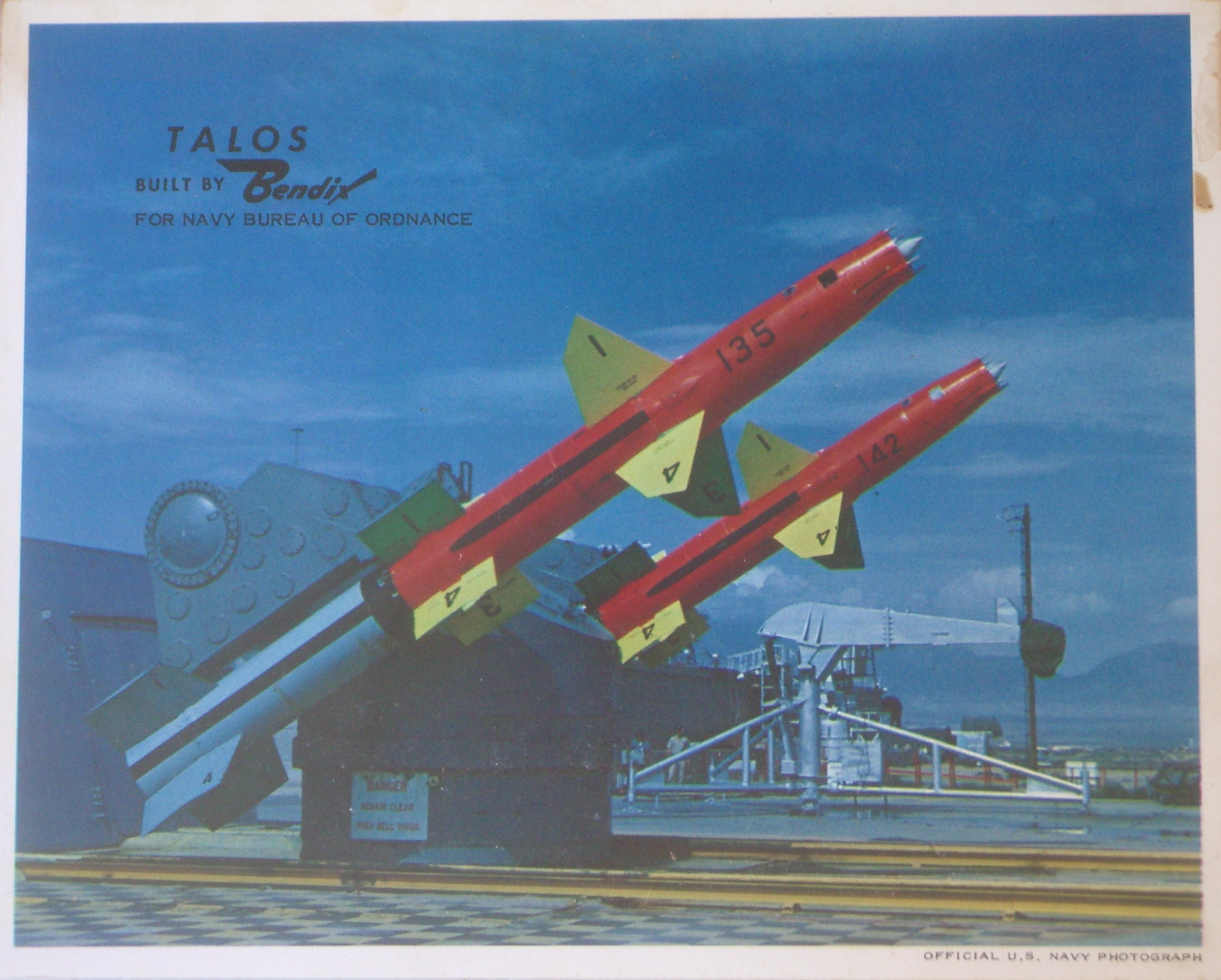
Bendix RIM-8 Talos

Spätestens ab den 1950er Jahren entwarf, testete und fertigte Bendix Pacific hydraulische Komponenten und Systeme, hauptsächlich für das Militär. In derselben Anlage wurden Avionik und andere elektronische Hardware entworfen, hergestellt und in technischen Handbüchern dokumentiert. Ein Großteil dieses Betriebs wurde in eine neue Anlage in Sylmar, Kalifornien verlegt, wo es ein großes, tiefes Innenbecken zum Testen von Sonargeräten gab. Zu den Telemetriekomponenten für die Boden-Luft-Rakete RIM-8 Talos gehörten Sender und Oszillatoren in verschiedenen Frequenzbändern, ebenso wie die Rakete selbst, die von Bendix entworfen und gebaut wurde. Sie bauten und installierten das Telemetriesystem in allen Bodenstationen für die ersten bemannten Raumflüge. Für dieses Programm entwickelten sie das erste Herz-Tachometer- und Atemfrequenzüberwachungssystem, das es einem bodengestützten Arzt ermöglichte, die Vitalfunktionen eines Astronauten zu beobachten. Auch die Torpedoelektronik MK46 stammte aus diesem Firmenbereich. Weitere vielfältige Produkte waren Radardetektoren in Flugzeugen, die die Verfolgung von Bodenraketen und auf Flugzeuge abgefeuerte Bodenraketen leisteten. In den 1960er-Jahren stellten sie ein Antiblockiersystem für Militärflugzeuge her, das auf bewährter Technologie beruhte und dem früheren Maxaret von Dunlop ähnelte. Die Technologie ähnelt dem gekerbten Rad und Reluktor, das heute in Autos verwendet wird.
Im Jahr 1971 führte Bendix das weltweit erste echte computergesteuerte ABS (Antiblockiersystem) bei dem 1971er Modell der Marke Imperial von Chrysler ein. Die Produktion hielt mehrere Jahre an. Im Jahr 2014 verkaufte Honeywell die Marke Bendix (Automobilbremsen) in den USA an MAT Holdings.
Viele in den USA verkaufte Bendix-Bremsen für Automobile, LKWs und Industriefahrzeuge verwendeten noch 1987 Asbest. Honeywell musste sich als damalige Muttergesellschaft mit zahlreichen Klagen aufgrund asbesthaltiger Bremsen der Marke Bendix auseinandersetzen. Prozesse laufen noch bis heute (Stand 2018)
Im Februar 2020 gab Bendix bekannt, dass es den Sitz von Elyria (Ohio) nach Avon verlegen wird. Der neue Standort wurde Ende 2021 eröffnet.

### Massenspektrometrie

Bendix MA-2 Time-of-Flight Mass Spectrometer

Eine Zusammenarbeit zwischen Fred McLafferty, Roland Gohlke, William C. Wiley und Daniel B. Harrington von Bendix Aviation in den 1950er führte zur Kombination von Gaschromatographie und Massenspektrometrie, und der Entwicklung von Instrumenten für die Gaschromatographie mit Massenspektrometrie-Kopplung. Seit den 1960ern produziert Bendix Labormeßgeräte wie zum Beispiel das Bendix MA-2 Time-of-Flight Mass Spectrometer.

#### Radiologische Dosimeter
Bendix stellte auch Dosimeter für den Zivilschutz während des Kalten Krieges her, sowie das Family Radiation measurement kit für den Hausgebrauch, mit einem CDV-746 Dosimeter und einem CDV-736 Geigerzähler.
Bendix produzierte folgende Dosimeter: CDV-138; CDV-730; CDV-736-Geigerzähler; CDV-740; CDV-742 (das Gerät, das am meisten im Zivilschutz verwendet wurde); und CDV-746.
Die Dosimeter messen in Röntgen pro Stunde, was die Standardmessung für ionisierende Strahlung ist.

### Dashaveyor' Automated Guideway Transit
In den späten 1960er Jahren erwarb Bendix die Rechte am Dashaveyor-System – entwickelt für den Bergbau und den Güterverkehr – um es als Grundlage für ein Automated Guideway Transit (AGT)-System zu verwenden, während der Blütezeit der Stadtverkehrsforschung Ende der 1960er Jahre. In dieser Form oft als Bendix-Dashaveyor bezeichnet, nutzte das System das Grunddesign des Frachtsystems, jedoch mit einer größeren Passagierkarosserie, die auf Gummirädern lief. Obwohl es auf der Transpo '72 zusammen mit drei Konkurrenten debütierte, wurde nur ein Dashaveyor-System installiert, das 5 km lange Toronto Zoo Domain Ride, welches von 1976 bis zu seiner Schließung (nach einem durch Wartungsmängel verursachten Unfall) im Jahr 1994 existierte. Bendix stellte die Vermarktung des Systems 1975 ein, da es kein Interesse geweckt hatte.

### Avionik, Militär und Regierung
Im Jahr 1929 expandierte Vincent Bendix in die Luftfahrtbranche und strukturierte das Unternehmen in „Bendix Aviation“ um, um den neuen Produktlinien Rechnung zu tragen.
Bendix Aviation wurde als Holdinggesellschaft für die Vermögenswerte von Delco Aviation Corporation, Eclipse Machine Company, Stromberg Carburetor Company und anderen Tochtergesellschaften von Bendix, die Flugzeugzubehör herstellten, gegründet.
Bendix belieferte Flugzeughersteller  mit hydraulischen Bremssystemen und Systemen zur Flugklappensteuerung für alle gängigen Flugzeugtypen und führte neue Geräte ein, wie zum Beispiel den Bendix-Stromberg-Druckvergaser, welcher den Markt während des  Zweiten Weltkrieges dominierte. Außerdem wurden zahlreiche elektrische und elektronische Instrumente für Flugzeuge hergestellt.
Die Bendix Corporation sponserte das berühmte kontinentale Luftrennen von Bendix, das 1931 erstmals stattfand und für die Bendix Trophy bekannt ist. Der Wettbewerb war ein transkontinentales Punkt-zu-Punkt-Rennen in den USA, das die Entwicklung langlebiger, effizienter Flugzeuge für die kommerzielle Luftfahrt fördern sollte. Zivilisten wurden 1950 vom Rennen ausgeschlossen. Das letzte Rennen fand 1962 statt.
Während des Zweiten Weltkrieges Bendix stellte nahezu alle Hilfsinstrumente oder Ausrüstungen für Militärflugzeuge her. Die Funkabteilung von Bendix wurde 1937 gegründet, um Funkgeräte (Transceiver, Sender/Empfänger) für Flugzeuge und andere Arten der Avionik herzustellen. Während des Krieges stellte Bendix etwa 75 Prozent aller Avionikgeräte in US-Flugzeugen her. Während und nach dem Krieg fertigte Bendix verschiedene Arten von Radargeräten.
Bendix belegte unter den US-amerikanischen Unternehmen den 17. Platz, nach Wert der Produktionsverträge während des Krieges.
Ein von Bendix hergestelltes Produkt war ein Landminensuchgerät für die United States Army und die United States Air Force ab Juli 1952. Dieses Set verfügte über akustische und visuelle Anzeigen und wurde mit Niedervoltbatterien betrieben. Dieses Erkennungsset im Rucksackstil wird mit zwei Sonden, Batterien, einer Erkennungsplatte und anderer grundlegender Elektronik in einer versiegelten Glasfaserbox geliefert. Außerdem wurden Fahrwerks-Oleo-Streben und Treibstoffsteuerungen für Düsentriebwerke für frühe J79-Triebwerke hergestellt, Leitsysteme entworfen und die Talos-Rakete für die US-Marine zusammengebaut. Bendix-Luftfahrtmasken und Messgeräte wurden für den Einsatz mit Atemregler und Überdruck-Anwendungen modifiziert und getestet. und Albuquerque, New Mexico. Diese Einrichtungen beschafften nicht-nukleare Komponenten für Kernwaffen.

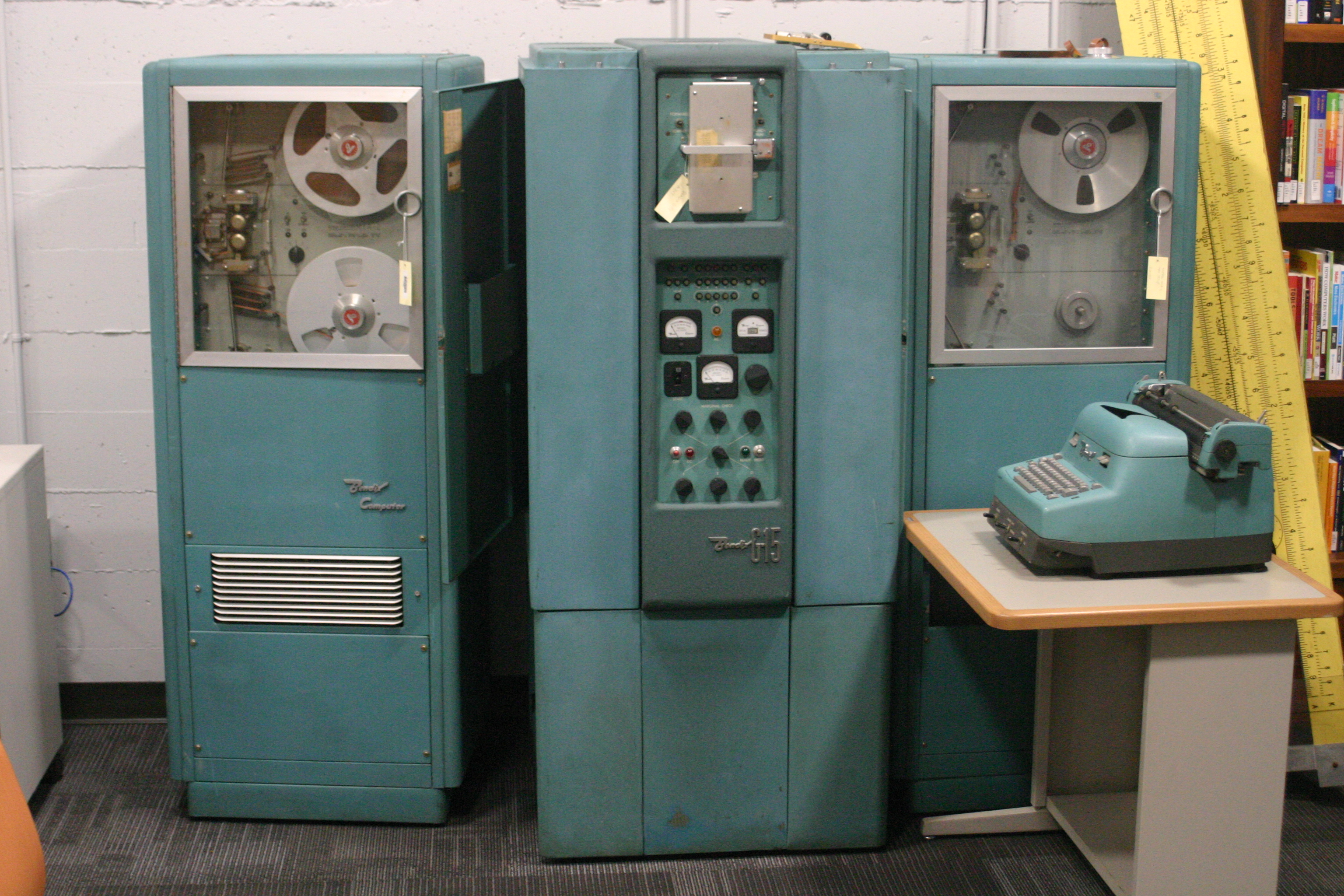
Ein Bendix G-15 Computer

1956 stellte die Computerabteilung von Bendix Aviation den Bendix G-15 vor, einen Minicomputer, der die Größe von zwei hohen Aktenschränken hatte. Das Unternehmen verkaufte etwa 400 davon zu Preisen ab 50.000 US-Dollar. Die Computerabteilung von Bendix wurde 1963 von der Control Data Corporation übernommen, die die G-15 noch einige Jahre lang unterstützte.
Der Chefdesigner des G-15 war Harry Huskey, der mit Alan Turing in den 1950er Jahren am ACE in Großbritannien und am SWAC gearbeitet hatte. Huskey schuf den größten Teil des Designs, während er als Professor an der Berkeley und anderen Universitäten sowie als Berater arbeitete.
Das Unternehmen wurde 1960 in Bendix Corporation umbenannt.
In den 1960er Jahren stellte das Unternehmen boden- und luftgestützte Telekommunikationssysteme für die NASA her. Es baute auch die ST-124-M3-Trägheitsplattform, die in der Saturn V Instrument Unit verwendet wird, die von der Navigation and Control Division in Teterboro, NJ, gebaut wurde. Es entwickelte auch das erste Automobil-Kraftstoffeinspritzsystem in den USA.
1966 wählte die NASA die Bendix Aerospace Systems Division in Ann Arbor, Michigan aus, um Pakete des Apollo Lunar Surface Experiments Package (ALSEP) zu entwerfen, herzustellen, zu testen und Betriebsunterstützung bereitzustellen, um mit dem Apollo-Programm zu fliegen.
Bendix hat das Kraftstoffsystem für die Lockheed SR-71 Blackbird hergestellt.

#### Marine
Während Zweiten Weltkrieges wurde Bendix beauftragt Maschinentelegrafen für die United States Navy herzustellen.

### Waschmaschinen
Obwohl im Volksmund mit Waschmaschinen verbunden, hat die Bendix Corporation selbst nie welche hergestellt. Im Jahr 1936 lizenzierte das Unternehmen seinen Namen an Bendix Home Appliances, ein anderes Unternehmen aus South Bend, für einen Anteil von 25 Prozent an dieser Gesellschaft.
Im Jahr 1937 war Bendix Home Appliances, Inc. das erste Unternehmen, welches eine automatische Haushaltswaschmaschine auf den Markt brachte. Obwohl die Verkaufszahlen zunächst niedrig waren, verbreiteten sich die Vorteile einer automatischen Maschine bald durch Mundpropaganda. Die Nachfrage begann zu steigen, sodass bis zum Eintritt der USA in den Zweiten Weltkrieg insgesamt 330.000 Einheiten verkauft wurden. Wie bei anderen Waschmaschinenherstellern wurde die Produktion während des Krieges eingestellt, 1946 jedoch wieder aufgenommen. Bis 1950 erreichte der Gesamtabsatz 2.000.000 Stück.
Die 1937 Bendix Home Laundry würde von jedem heutigen Benutzer solcher Maschinen als Frontlader-Waschautomat erkannt werden. Das Gerät verfügte über eine Bullaugentür aus Glas, eine rotierende Trommel und einen elektrisch angetriebenen mechanischen Timer. Die Maschine konnte automatisch füllen, waschen, spülen und schleudern. Aufgrund des fehlenden Schwingungsdämpfers musste die Maschine zunächst fest am Boden befestigt werden. Der Maschine fehlte auch ein interner Warmwasserbereiter.
Bendix Home Appliances, gegründet von Judson Sayre, wurde später an Avco Manufacturing Corporation verkauft. 1956 verkaufte Avco Bendix Home Appliances an Philco.

### Haushaltselektronik

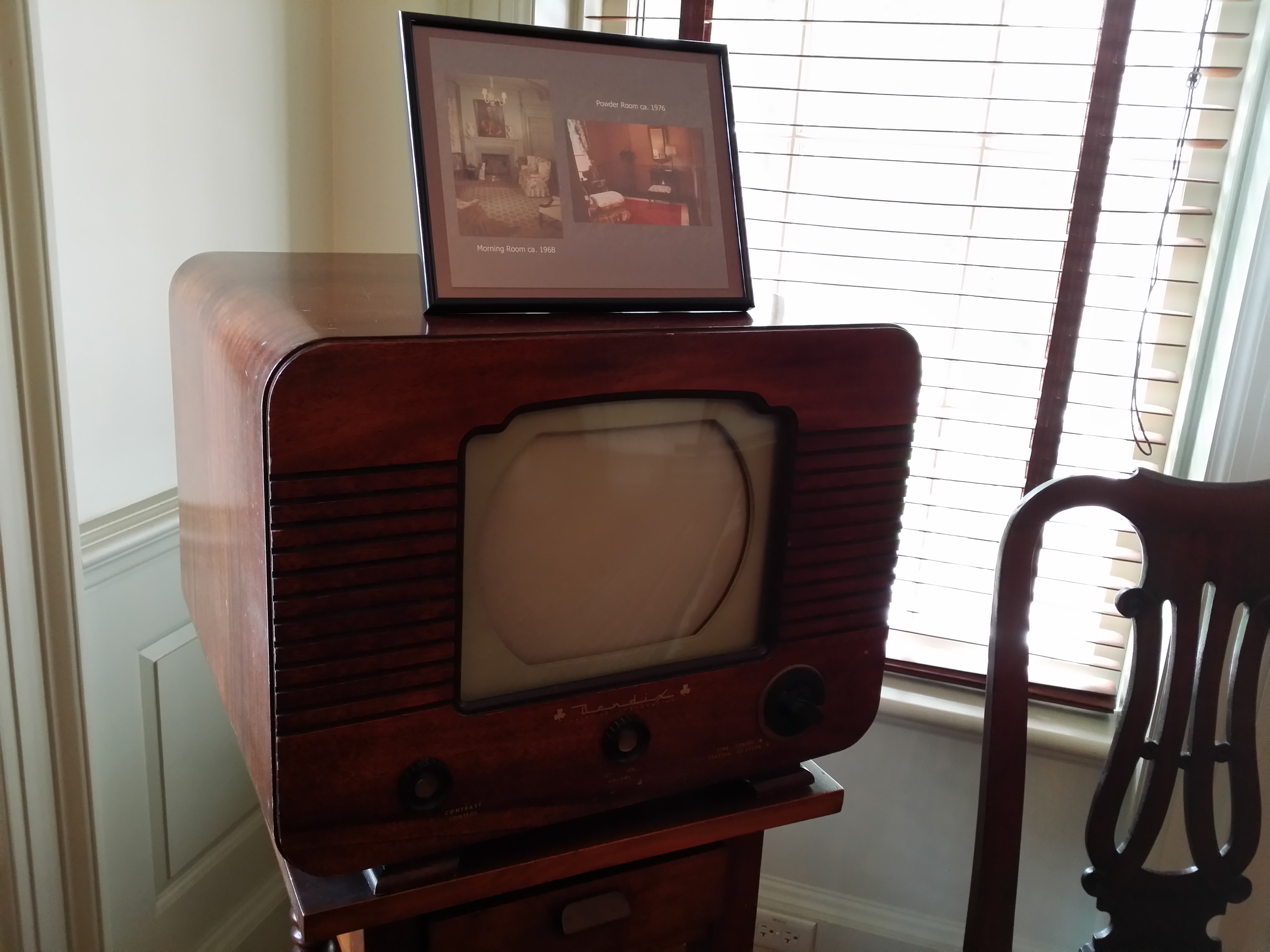
Bendix Fernsehgerät

Aus der Produktion von Funkgeräten für Flugzeuge entstand nach dem Zweiten Weltkrieg, zunächst für den inländischen Einzelhandel, auch die Produktion von Radios und Phonographen. Im Jahr 1948 begann Bendix, Autoradios direkt an Ford und andere Automobilhersteller zu verkaufen. Von 1950 bis 1959 stellte Bendix Fernsehgeräte her. Die Produktion von Radios für den Einzelhandel wuchs in den 1950er Jahren schnell, wurde jedoch in den 1960er Jahren schnell eingestellt, als Ford, General Motors und Chrysler mit der Produktion eigener Radios begannen.

## Fusionen
In den Jahrzehnten zwischen 1970 und 1990 erlebte Bendix eine Reihe von Fusionen, Verkäufen und Veränderungen mit Partnern oder Käufern, darunter Raytheon, Allied Signal und andere. Dies verwässere die Identität von Unternehmen und Marke, obwohl diese übernehmenden Gesellschaften einige Jahre lang die Marke Bendix für einige ihrer Produkte verwendeten, wie zum Beispiel Flugkontrollsysteme.
Im Jahr 1982 startete Bendix unter CEO William Agee ein feindliches Übernahmeangebot des Mischkonzerns Martin Marietta. Bendix kaufte die Mehrheit der Martin Marietta-Aktien und besaß damit faktisch das Unternehmen. Das Management von Martin Marietta nutzte jedoch die kurze Zeit zwischen Eigentum und Kontrolle, um nicht zum Kerngeschäft gehörende Unternehmen zu verkaufen und eine eigene feindliche Übernahme von Bendix zu starten – die Pac-Man-Defense. United Technologies schloss sich dem Kampf an und unterstützte Martin Marietta bei seinem Gegenübernahmeangebot. Am Ende wurde Bendix von der Allied Corporation gerettet, die als White Knight fungierte, die Allied Corporation übernahm später Honeywell und nahm deren Namen an.
Im Jahr 2002 übernahm Knorr-Bremse von Honeywell das Nutzfahrzeugbremsengeschäft und seine Anteile an Joint Ventures in Europa, Brasilien und den USA. Bendix Commercial Vehicle Systems wurde eine Tochtergesellschaft von Knorr-Bremse. Der Knorr-Bremse Konzern erzielte erstmals einen Umsatz von 2,1 Milliarden Euro.
Im Jahr 2020 übernahm Bendix den Hersteller von Lenkungssystemen R.H. Sheppard von ZF Friedrichshafen.